# Armi chimiche (film)
Armi chimiche (Spider in the web) è un film di spionaggio del 2019 diretto da Eran Riklis.

## Trama
Adereth è un anziano agente segreto israeliano del Mossad, che vive sotto copertura come antiquario nei Paesi Bassi. Adereth è in conflitto con i suoi superiori in quanto gli ultimi rapporti che ha inviato si sospetta contengano delle esagerazioni che gli consentono di rimanere in servizio e continuare ad essere finanziato. Rivela di avere un'importante pista per trovare delle fabbriche di produzione di armi chimiche in Siria. Gli viene data un'ultima possibilità per riscattarsi reperendo le informazioni promesse. Per sorvegliarlo viene affiancato da un giovane agente, Daniel, figlio del defunto collega di Adereth.
Adereth è in contatto con la dottoressa Angela Caroni, che lavora come consulente per un'azienda chimica belga. Tra i due nasce una relazione.
Adereth cercherà di sfruttare la conoscenza di Angela per ottenere le informazioni desiderate, ma si troverà a fronteggiare situazioni più complesse del previsto.

## Distribuzione
Il film è uscito nelle sale inglesi il 30 agosto 2019 e in quelle israeliane il 19 gennaio 2020. In Italia è stato presentato al Torino Film Festival il 26 novembre 2019.